# Императорский принц Бразилии

Герб имперского принца Бразилии

Современный герб имперских принцев Бразилии

Императорский(ая) принц (принцесса) Бразилии (порт. Príncipe (Princesa) Imperial do Brasil) — титул наследного принца или принцессы Бразильской империи. Создан в 1822 году. После провозглашения Бразильской республики в 1889 году титул используется в бразильской императорской семье.

## История
В соответствии со статьей 105 Конституции 1824 года, титул императорского принца Бразилии имел право носить первый в очереди на императорский престол. Кроме того, согласно Конституции, старший ребёнок императорского принца должен был носить титул принца или принцессы Грао-Пара, будучи вторым в линии наследования престола.
Последний император Бразилии Педру II скончался в 1891 года, через два года после ликвидации Бразильской монархии. Его старшая дочь, Изабелла Бразильская (1846—1921), стала последней носительницей титула во время существования империи. С тех пор титул использовался наследниками главы бразильского императорского дома.
Все бразильские принцы (императорский принц, принц Грао-Пара и другие принцы) имели гарантированное место в Сенате после достижения ими 25 лет, однако, про разным причинам, в том числе и преждевременной смерти и брака с иностранными домами, только Изабелла фактически заседала в Сенате, став первой бразильской женщиной-сенатором.
В соответствии с Конституцией и некоторыми более поздними законами, созданными бразильским императорским домом, принцы в линии наследования должны были вступать в брак с представителями других монархических домов. В случае заключения морганатических браков принцы лишались своих титулов. Принцесса, вышедшая замуж за главу другого династического дома, не могла передавать свои бразильские титулы своим наследникам. Принцы не могли занимать иностранные престолы и сохранять свои бразильские титулы.

## Императорские принцы и принцессы Бразилии
1. Мария II Португальская (4 апреля 1819 — 15 ноября 1853), старшая дочь короля Португалии Педру IV (императора Бразилии Педро I) и австрийской эрцгерцогини Марии Леопольдины. В 1822—1825 годах носила титул имперской принцессы Бразилии. В 1825 году после рождения своего младшего брата Педру она получила титул принцессы Грао-Пара. Также она дважды занимала португальский королевский престол (1826—1828, 1834—1853), носила титулы герцогини Браганса (1822—1826) и Порту (1833—1838).
2. Педру (2 декабря 1825 — 5 декабря 1891), единственный сын короля Португалии Педру IV (императора Бразилии Педро I) и австрийской эрцгерцогини Марии Леопольдины. Носил титул императорского принца в 1825—1831 годах. Последний император Бразилии (1831—1889).
3. Мария II Португальская (4 апреля 1819 — 15 ноября 1853), старшая дочь короля Португалии Педру IV (императора Бразилии Педро I) и австрийской эрцгерцогини Марии Леопольдины. Вторично носила титул императорской принцессы в 1831—1835 годах.
4. Жануария Бразильская (11 марта 1822 — 13 марта 1901), вторая дочь бразильского императора Педру I и его супруги Марии Леопольдины Австрийской, императорская принцесса в 1835—1845 годах до рождения своего племянника Афонсу
5. Афонсу Бразильский (23 февраля 1845 — 11 июня 1847), старший сын бразильского императора Педру II и Терезы Кристины Бурбон-Сицилийской
6. Педру Афонсу Бразильский (19 июля 1848 — 10 января 1850), младший сын Педру II и Терезы Кристины Бурбон-Сицилийской
7. Изабелла Бразильская (29 июля 1846 — 14 ноября 1921), старшая дочь Педру II и Терезы Кристины Бурбон-Сицилийской, императорская принцесса в 1847—1848, 1850—1889 годах.

### Претенденты
Изабелла Бразильская, последняя императорская принцесса, никогда не вступала на престол, потому что её отец был свергнут в результате государственного переворота в 1889 году. После смерти своего отца и последнего императора Педру II в 1891 году Изабелла Браганса стала главой бразильского императорского дома и предоставила титул императорского принца своему старшему сыну, принцу Педру де Алькантара Орлеан-Браганса (1875—1940). Этот титул не был признан бразильским правительством, которое приняло республиканскую конституцию.
1. Принц Педру де Алькантара Орлеан-Браганса (15 октября 1875 — 29 января 1940), старший сын Изабеллы Бразильской и принца Гастона Орлеанского (1842—1922), носивший титул принца Грао-Пара (1875—1891), получил титул императорского принца после смерти своего деда Педру II. По настоянию своей матери, Педру де Алькантара, отказался от своих бразильских титулов в 1908 году и женился морганатическим браком на графине Элизабет Добрзенски фон Добрзеникс (1875—1951). Титул императорского принца унаследовал его младший брат, принц Луиш.
2. Принц Луиш Орлеан-Браганса (26 января 1878 — 26 марта 1920), второй сын Изабеллы Бразильской и принца Гастона Орлеанского, императорский принц с 1908 года после отречения своего старшего брата от титула. Принцы Луиш и Антониу Гастан скончались прежде их матери. Когда Педру отказался от своих прав наследования за себя и своих потомков, титул императорского принца был присвоен старшему сыну Луиша, принцу Педру Энрике.
3. Принц Педру Энрике Орлеан-Браганса (13 сентября 1909 — 5 июля 1981), старший сын принца Луиша Марии Орлеан-Браганса и принцессы Марии ди Грации Бурбон-Сицилийской (1878—1973), принц Грао-Пара с 1909 по 1920 год. В 1909 году он унаследовал титулы императорского принца и принца Грао-Пара после отказа своего дяди от бразильских титулов.

Педро де Алькантара, последний член бразильского императорского дома, родившийся во времена империи, скончался в 1940 году. Его старший сын, принц Педру Гастан Орлеан-Браганса (1913—2007), в 1946 году оспорил право своего кузена Педру Энрике на главенство в бразильском императорском доме на том основании, что отказ его отца не имел никакой юридической силы. В результате бразильская императорская семья была разделена на две линии, претендующие на главенство. Первая (Петрополисская) ветвь семьи, потомки принца Педру де Алькантары, первого сына Изабеллы Бразильской, находится в Петрополисе, а вторая (Васорасская) ветвь рода, потомки принца Луиша, второго сына Изабеллы Бразильской, проживает в Васорасе.
Претенденты (потомки принца Луиша)
1. Принц Луиш Гастан Орлеан-Браганса (19 февраля 1911 — 8 сентября 1931), второй сын принца Луиша Марии Орлеан-Браганса и принцессы Марии ди Грации Бурбон-Сицилийской, младший брат принца Педру Энрике. Претендовал на титул императорского принца со смерти своей бабки в 1921 году и до своей кончины в 1931 году
2. Принцесса Пиа Мария Орлеан-Браганса (4 марта 1913 — 24 октября 2000), единственная дочь принца Луиша Марии Орлеан-Браганса и принцессы Марии ди Грации Бурбон-Сицилийской, младшая сестра принца Педру Энрике, претендента на титул императорской принцессы со смерти своего брата Луиша Гастана в 1931 году и до рождения своего племянника Луиша в 1938 году
3. Принц Луиш Орлеан-Браганса (6 июня 1938 — 15 июля 2022), старший сын принца Педру Энрике и принцессы Марии Элизаветы Баварской (1914—2011). Претендент на титул императорского принца с 1938 по 1981 года, когда он сменил своего отца в качестве главы Васорасской линии бразильской императорской семьи до своей смерти
4. Принц Бертран Орлеан-Браганса (род. 2 февраля 1941), третий сын принца Педру Энрике и принцессы Марии Элизаветы Баварской, младший брат принца Луиша и претендент на титул с 1981 года по 2022 год
5. Принц Антониу Орлеан-Браганса (24 июня 1950 — 8 ноября 2024), шестой сын принца Педру Энрике и принцессы Марии Элизаветы Баварской, претендент на титул императорского принца (с 2022 года по 2024 год)
6. Принц Рафаэл Орлеан-Браганса (род. 26 апреля 1986), второй сын принца Антониу Орлеан-Браганса и принцессы Кристины де Линь, современный претендент на титул императорского принца (с 2024 года)

Претенденты (потомки принца Педру де Алькантара)
1. Принц Педру Карлуш Орлеан-Браганса (род. 31 октября 1945), старший сын принца Педру Гастана Орлеан-Браганса (1913—2007) и принцессы Марии де ла Эсперансы Бурбон-Сицилийской (1914—2005), претендент на титул императорского принца. В 2007 году после смерти своего отца возглавил Петрополисскую линию бразильского императорского дома
2. Принц Педру Тиаго Орлеан-Браганса (род. 12 января 1979), единственный сын принца Педру Карлуша от первого брака с Рони Кун де Соуза (1938—1979), с 2007 года претендовал на титул принца Грао-Пара. Настоящий претендент на титул императорского принца.